# Antraciclina

La daunorrubicina es una de las principales antraciclinas.

Las antraciclinas son un grupo de medicamentos que se emplean en el tratamiento del cáncer. Son agentes  citostáticos obtenidos a partir de cultivos de Streptomyces. Los más utilizados son  doxorrubicina, epirrubicina, daunorrubicina e idarrubicina.
Estos compuestos son usados para tratar distintos tipos de cáncer, como leucemia, linfomas, cáncer de mama, estómago, útero, ovarios, vejiga y pulmón.
Las antraciclinas son unos de los más efectivos tratamientos contra el cáncer y son efectivos contra más tipos de cáncer que cualquier otro agente quimioterapéutico. 
La primera antraciclina que se descubrió fue daunorrubicina, que es producida de forma natural por Streptomyces peucetius, una especie de actinobacteria.
La doxorubicina fue desarrollada poco después y otros compuestos relacionados les siguieron, a pesar de que no todos con uso médico.

## Uso médico
Las antraciclinas se usan para tratar diversos cánceres y, desde 2012, se encuentran entre los agentes quimioterapéuticos más comúnmente utilizados. 
Las antraciclinas son un grupo de medicamentos que se emplean en el tratamiento del cáncer. Son agentes citostáticos obtenidos a partir de cultivos de Streptomyces bacterium y Streptomycetes peucetius. Los más utilizados son doxorrubicina, epirrubicina, daunorrubicina e idarrubicina. 1 2 3
La doxorrubicina y su derivado, la epirrubicina, se usan para tratar cáncer de mama, tumores sólidos infantiles, sarcomas de tejidos blandos y linfomas agresivos.
Daunorrubicina se usa para tratar leucemias agudas linfoblásticas o mieloblásticas, y su derivado, la idarrubicina, se usa en el mieloma múltiple, los linfomas no-Hodgkin y el cáncer de mama.
Otros derivados de antraciclina incluyen nemorubicina, utilizada para el tratamiento del carcinoma hepatocelular, pixantrona, utilizada como tratamiento de segunda línea de los linfomas no-Hodgkin, sabarubicina, utilizada para el cáncer de pulmón de células no pequeñas y valrubicina, que se utiliza para el tratamiento actual de vejiga.

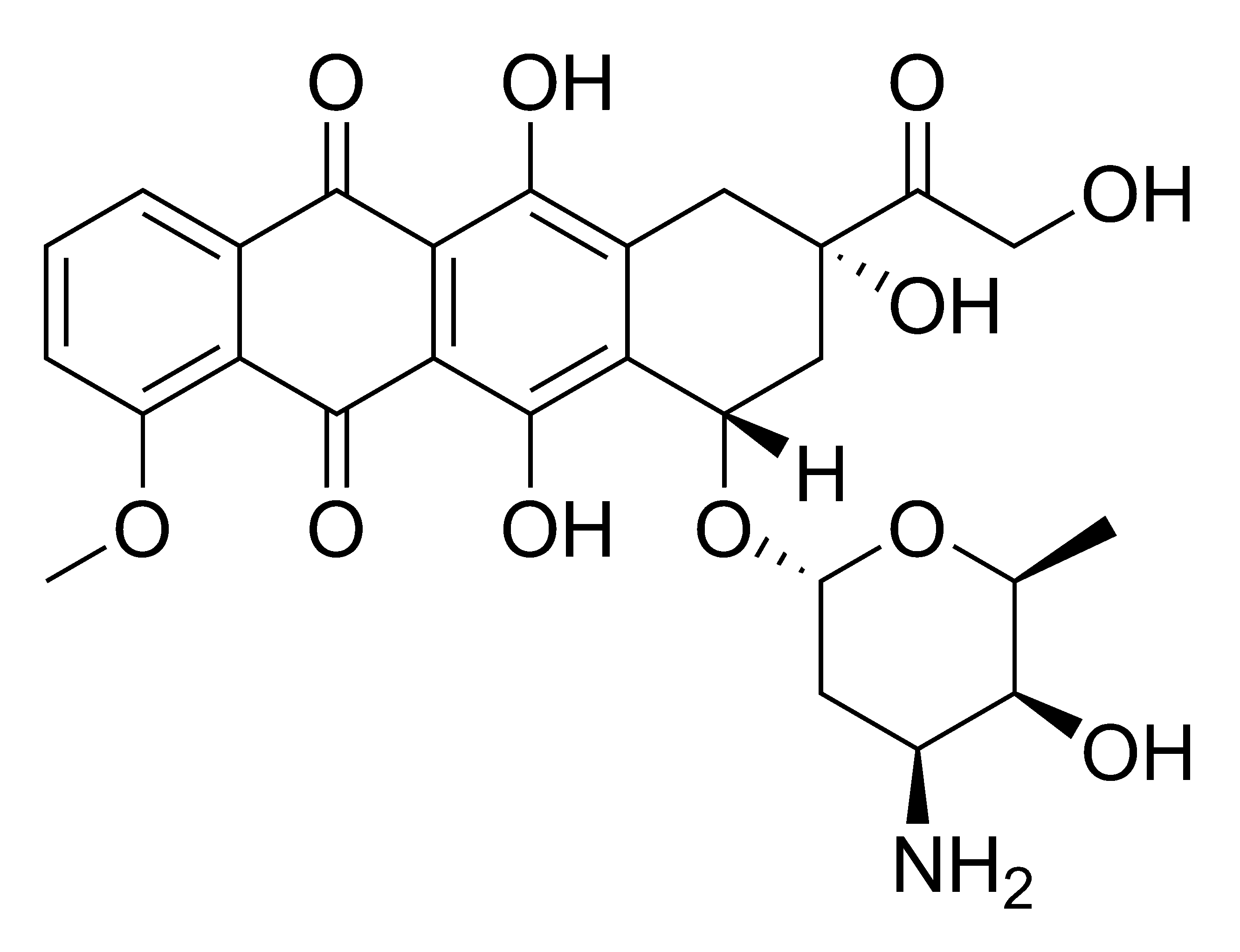
Doxorrubicina
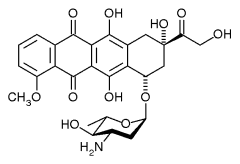
Epirrubicina
Idarrubicina

## Mecanismo de acción
Las antraciclinas tienen cuatro mecanismos de acción: 
1. Inhibición de la síntesis de ADN y ARN intercalando entre los pares de bases de la cadena de ADN / ARN, evitando así la replicación de las células cancerosas de crecimiento rápido.
2. Inhibición de la enzima topoisomerasa II, evitando la relajación del ADN superenrollado y bloqueando así la transcripción y replicación del ADN. Esto conduce a la escisión del ADN mediado por la topoisomerasa II, que produce roturas del ADN.
3. Generación mediada por hierro de radicales libres de oxígeno que dañan el ADN, las proteínas y las membranas celulares.
4. Inducción del desalojo de histona de la cromatina que desregula la respuesta al daño del ADN, el epigenoma y el transcriptoma.

## Toxicidad
Estos compuestos también tienen efectos secundarios adversos, siendo el más importante la cardiotoxicidad, por lo cual el uso de la antraciclina está considerablemente limitado. Además, puede producir neutropenia frebril y vómitos.

### Cardiotoxicidad
Las antraciclinas pueden causar cardiotoxicidad. Esta cardiotoxidad puede ser originada por muchos factores, como la inhibición y/o envenenamiento de topoisomerasa-IIB en cardiomiocitos, interferncias con los receptores de riaonodina del retículo sarcoplásmico, formación de radicales libres en el corazón, o la acumulación de productos metabólicos de la antraciclina en el corazón. 
La cardiotoxicidad a menudo se presenta como cambios en el electrocardiograma y arritmias, o como una miocardiopatía que conduce a insuficiencia cardíaca (que a veces se presenta muchos años después del tratamiento). Esta cardiotoxicidad está relacionada con la dosis acumulada de por vida de un paciente. 
La dosis vitalicia de un paciente se calcula durante el tratamiento, y el tratamiento con antraciclina generalmente se interrumpe (o al menos vuelve a evaluarse por el oncólogo) al alcanzar la dosis acumulativa máxima de la antraciclina en particular. 
Existe evidencia de que el efecto de la cardiotoxicidad aumenta en los sobrevivientes a largo plazo, del 2 % después de 2 años al 5 % después de 15 años. 
Además de mantenerse por debajo de las dosis acumuladas, el oncólogo puede emplear diversas medidas de prevención para reducir el riesgo de cardiotoxicidad. El monitoreo cardíaco se recomienda a los 3, 6 y 9 meses. 
Otras medidas incluyen el uso de Dexrazoxano, el uso de preparaciones liposomales de doxorrubicina cuando sea apropiado, así como la administración de doxorrubicina a tasas de infusión más largas: el dexrazoxano es un medicamento cardioprotector que a veces se usa para reducir el riesgo de cardiotoxicidad. Se ha encontrado que reduce el riesgo de cardiotoxicidad por antraciclina en aproximadamente un tercio, sin afectar la respuesta a la quimioterapia o la supervivencia general. Se desconocen los posibles efectos adversos del dexrazoxano. 

### Neurotoxicidad
Hay evidencias científicas que el uso de antraciclina puede aumentar el riesgo de desarrollar “quimiocerebro”, que es un problema con el razonamiento y la memoria que puede ocurrir durante y especialmente después del tratamiento de quimioterapia para el cáncer.